# Qamar Javed Bajwa

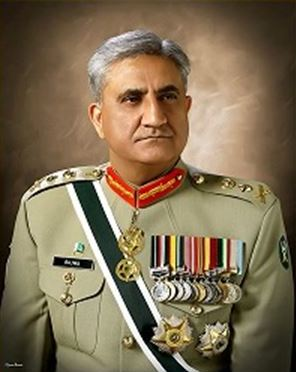
General Qamar Javed Bajwa

Qamar Javed Bajwa (* 11. November 1960 in Karatschi) ist ein pakistanischer Armeegeneral und war der 16. Stabschef der Armee Pakistans. Als Vier-Sterne-Armeegeneral wurde er am 29. November 2016 in den Militärdienst berufen. Laut dem Magazin Forbes ist Bajwa die 68. mächtigste Person der Welt.

## Kindheit und Ausbildung
Qamar Javed Bajwa gehört dem Volk der Jat an. Seine Familie stammt aus Ghakhar Mandi, Punjab. Sein Vater starb als Bajwa 7 Jahre alt war. Er wurde von seiner Mutter aufgezogen, die 2013 starb. Bajwa trat 1978 in die Armee ein und besuchte die Pakistan Military Academy. Er ging anschließend nach Nordamerika und besuchte in Kanada das Canadian Army Command and Staff College und in den USA die Naval Postgraduate School. Er besuchte auch die National Defense University Pakistan.

## Militärische Laufbahn
Nach Eintritt in die Armee 1978 besuchte Bajwa die Pakistan Military Academy. Er verließ die Akademie als Offizier. 1992 diente Bajwa für kurze Zeit in der Northern Light Infantry Regiment in Kaschmir. Bajwa war für die X. Corps als Stabsoffizier in Rawalpindi tätig. Im Vorfeld seiner Beförderung zum Einsternegeneral diente er als Chief of Staff bei den X. Corps. Er diente auch als Kommandant in Nordpakistan und wurde anschließend Zweisternegeneral.
Bajwa diente 2007 als Kommandant der pakistanischen UN-Friedensmission im Kongo Im Kongo diente er als Kommandant der Brigade unter dem Regiment von General Bikram Singh. Nach seiner Beförderung zum Zweisternegeneral übernahm Bajwa 2009 die Kommandantur einer Einheit in Gilgit-Baltistan. 2011 wurde ihm der Hilal-I-Imtiaz verliehen.
Bajwa war daraufhin als Lehrer an verschiedenen militärischen Institutionen angestellt. 2013 wurde er zum Dreisternegeneral befördert und war für die X. Corps in Rawalpindi zum dritten Mal als Kommandant verantwortlich. Er war ein Offizier ersten Grades. Die X. Corps sind eine Einheit mit hohem Ansehen, die die Situation in Kashmir kontrollieren. 2014 wurde Bajwa zum Kommandanten des Baloch-Regiments ernannt.
2015 wurde Leutnant Bajwa zum Leiter der Trainingseinheit beim Sitz der Armee in Rawalpindi ernannt. Er war im Personal vom damaligen Armeechef Raheel Sharif tätig.

## Chief of Army Staff

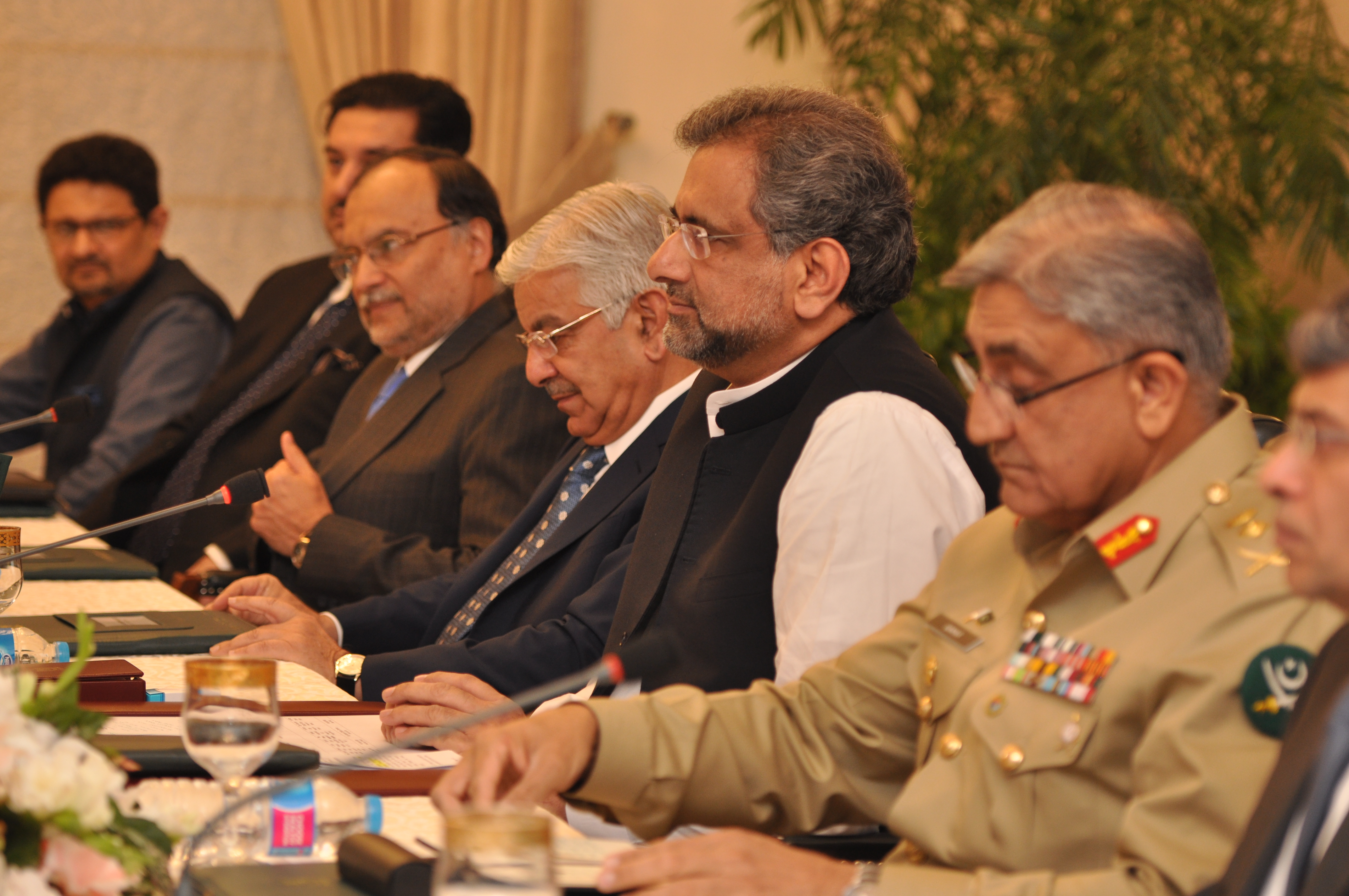
Bajwa mit Premierminister Shahid Khaqan Abbasi und Kabinettsmitgliedern (2017)

Der damalige Premierminister Nawaz Sharif bestätigte das Amtsende von Raheel Sharif, der Gerüchte einer zweiten Amtszeit widersprach. Der Nachfolger von Sharif sollte zwischen Leutnant Zubair Hayat und Javed Ramday bestimmt werden, die beide der Sharif Familie nahestanden. Nawaz Sharif gab jedoch Qamar Javed Bajwa im September 2016 als Nachfolger bekannt. Laut Analysten hat seine Befürwortung der Demokratie ihm das Amt beschert.
Als Armeechef baute Bajwa den Kampf gegen den Terrorismus, durch zwei militärische Operationen bekannt, im Februar und Juli 2017 massiv aus. Bajwa wies aufkommende Vorwürfe zurück, dass die Armee in der Amtsenthebung von Nawaz Sharif eine Rolle gespielt hätte.